# Lina Kačiušytė
Lina Kačiušytė (Vilnius, 1 de janeiro de 1963) é uma nadadora lituana, ganhadora de uma medalha de ouro em Jogos Olímpicos pela extinta União Soviética.
Ela treinou no Žalgiris VSS em Vilnius. Seu primeiro treinador, entre 1974 e 1977, Arvydas Gražiūnas, viu nela um grande potencial e a guiou na direção certa. Em 1976 ela foi convidada para treinar na URSS e em um ano foi promovida à equipe nacional da URSS. Após um ano de treinamento, ela estava pronta para o Campeonato Mundial de 1978 em Berlim.
Ela surpreendeu a todos ao vencer os 200 metros peito e bater dois recordes mundiais: um em eliminatórias, derrotando a recordista mundial e companheira de time Yulia Bogdanova, a segunda ao ganhar a medalha de ouro na final. Ela estabeleceu o recorde mundial pela terceira vez no ano seguinte, num meeting entre URSS e Alemanha Oriental em Potsdam, um recorde que permaneceu de 1979 a 1985, quando foi finalmente quebrado por Silke Hörner da Alemanha Oriental. Lina foi a primeira a baixar dos 2m30s nos 200 metros peito.
Em 1998 entrou no International Swimming Hall of Fame.